# World Taekwondo
La World Taekwondo (WT) è un'organizzazione e federazione sportiva internazionale, la quale dirige e regolamenta il taekwondo in tutto il mondo a livello sportivo. È l'unica federazione riconosciuta ed associata al CIO per quanto riguarda il taekwondo e ne gestisce il torneo olimpico in tutte le sue fasi. Lo scopo della WT è quello di aumentare la visibilità del taekwondo come sport olimpico e paraolimpico.
Al 2022 conta oltre 200 nazioni associate.

## Storia
La World Taekwondo Federation fu fondata il 28 maggio 1973 in Corea del Sud da una branca della International Taekwondo Federation, fondata nel 1966 sempre in Corea del Sud. Nel 2017 la World Taekwondo Federation cambiò il nome in World Taekwondo.
Il Team di Dimostrazione della World Taekwondo è stato fondato nel 2009 e promuove lo sport nel mondo, mostrando al pubblico le tecniche del taekwondo durante eventi sportivi quali i Giochi Olimpici, i Giochi Olimpici Giovanili e i Campionati promossi dalla TW. Si è esibito anche alla Città del Vaticano, agli Uffici delle Nazioni Unite e al Museo del Comitato Olimpico Internazionale.

## Organizzazione
La World Taekwondo è formato dall'Assemblea Generale (GA), dal Consiglio della WT, dal Segretariato e dal presidente. Durante l'Assemblea Generale si riuniscono il Consiglio ed i rappresentanti dei Membri dell'Assemblea Nazionale (MNA) della World Taekwondo. L'Assemblea Generale si occupa delle decisioni più importanti. Il Consiglio è formato dal Presidente, dal Vice Presidente, dal Segretario Generale, dal Tesoriere e dai Membri del Consiglio.

## Membri
Nel 2022 le nazioni che fanno parte dei membri della World Taekwondo Federation sono 211 e comprendendo tutti e cinque i continenti.
- Asian Taekwondo Union (43 nazioni associate);
- African Taekwondo Union (52 nazioni associate);
- European Taekwondo Union (51 nazioni associate);
- Oceanian Taekwondo Union (19 nazioni associate);
- Pan American Taekwondo Union (45 nazioni associate).

## Competizioni organizzate
- Campionati mondiali di taekwondo
- Campionati mondiali di taekwondo a squadre
- World Taekwondo Grand Prix